# 交换作用
在物理学与化学领域中，交换作用（以及相关的概念如“交换项”、“交换能”等）是一种仅在全同粒子间出现的量子力学效应。虽然有些地方会将其与经典力学中的力类比而称之为“交换力”，但它并不是一种真正的力学意义上的相互作用，因为并没有介导这种相互作用的基本粒子。
该效应是由全同粒子波函数的交换对称性所引发的。具体的讲，互换波函数中的两个全同粒子后，波函数的概率密度应与交换前完全相同，因而波函数的符号应保持不变（交换对称）或反号（交换反对称）。玻色子和费密子都会受到交换作用的影响。对于费密子，交换作用起排斥效果（有时也称作“泡利排斥”），与泡利不相容原理有关。对于玻色子，交换作用在全同粒子间起等效的吸引作用，与玻色-爱因斯坦凝聚有关。在两个及以上的全同粒子波函数彼此开始重叠时，交换作用将改变它们彼此间距的期望值。与可区分粒子相比，引入交换作用的影响后，费密子的间距期望值增大（即排斥效应），而玻色子的间距期望值减小（即吸引效应）。此外，交换作用最常见的效应是引发磁矩间的耦合，并导致铁磁性等宏观磁序。
交换作用是一种纯粹的量子力学效应，经典力学中没有与之对应的概念。该效应在1926年由海森堡和狄拉克分别独立发现。

## 力学描述
交换作用有时也被称作“交换力”。但它不是一种实际的力，也不应与交换虚粒子所产生的“交换力”相混淆。例如，电子之间通过交换光子而产生电磁力，夸克之间通过交换胶子产生强相互作用力。相对于此而言，交换作用只是一种量子力学“效应”，这与其它的相互作用力有别。

## 定域电子磁矩间的交换作用
量子力学中，粒子依据其自旋可被分为玻色子和费密子。量子场论中的自旋统计定理指出，携带半整数自旋的粒子均为费密子，而携带整数自旋的粒子均为玻色子。多个全同玻色子可以占据完全相同的量子态，但依据泡利不相容原理，全同费密子不能占据相同的量子态。电子携带的自旋为 1/2，是一种费密子，因而材料体系中电子的全体波函数对于任意两电子的交换操作（包括自旋态和坐标的交换）都是反对称的。以下先就不考虑自旋的情况下对交换作用进行说明。

### 交换电子坐标
以包含两个电子的氢分子系统为例。若要描述该体系中的电子状态，那么一种很自然的想法就是先假定两电子各自独立运动，并在坐标空间中分别对应波函数 {\displaystyle \Phi _{a}(r_{1})} 与 {\displaystyle \Phi _{b}(r_{2})}。假定两波函数 {\displaystyle \Phi _{a}} 与 {\displaystyle \Phi _{b}} 正交，并各自对应一组能量本征态，那么体系中电子的总波函数就可以用两个电子波函数乘积的反对称组合来构造（即“反对称态”）：
| {\displaystyle \Psi _{\rm {A}}({\vec {r}}_{1},{\vec {r}}_{2})={\frac {1}{\sqrt {2}}}[\Phi _{a}({\vec {r}}_{1})\Phi _{b}({\vec {r}}_{2})-\Phi _{b}({\vec {r}}_{1})\Phi _{a}({\vec {r}}_{2})]} |  | 1 |

另一种可行的方式是用对称组合来构造（即“对称态”）：
| {\displaystyle \Psi _{\rm {S}}({\vec {r}}_{1},{\vec {r}}_{2})={\frac {1}{\sqrt {2}}}[\Phi _{a}({\vec {r}}_{1})\Phi _{b}({\vec {r}}_{2})+\Phi _{b}({\vec {r}}_{1})\Phi _{a}({\vec {r}}_{2})]} |  | 2 |

这两种总波函数的构造方式都可以确保交换电子坐标时，波函数将保持不变（{\displaystyle \Psi _{\rm {S}}}）或反号（{\displaystyle \Psi _{\rm {A}}}），即满足全同粒子不可分辨性的要求。
下面利用微扰法来处理氢分子体系中的交换作用。系统的哈密顿量为：
{\displaystyle {\mathcal {H}}={\mathcal {H}}^{(0)}+{\mathcal {H}}^{(1)}}
式中 {\displaystyle {\mathcal {H}}^{(0)}=-{\frac {\hbar ^{2}}{2m}}\left(\Delta _{1}+\Delta _{2}\right)-{\frac {e^{2}}{r_{a1}}}-{\frac {e^{2}}{r_{b2}}}} 为主项，是孤立氢原子哈密顿量之和；第二项 {\displaystyle {\mathcal {H}}^{(1)}=\left({\frac {e^{2}}{R_{ab}}}+{\frac {e^{2}}{r_{12}}}-{\frac {e^{2}}{r_{a2}}}-{\frac {e^{2}}{r_{b1}}}\right)} 为微扰项，包含质子之间的静电排斥（Rab）、电子之间的静电排斥（r12）和氢分子中额外的质子-电子之间的吸引作用（ra2/b1）。假设各量值均为实数。
利用微扰法，可解得该系统的两个能量本征值：
| {\displaystyle \ E_{\pm }=E_{(0)}+{\frac {C\pm J_{\rm {ex}}}{1\pm S^{2}}}} |  | 3 |

式中 E+ 为对称态对应的能量本征值，E− 为反对称态对应的能量。变分法给出的结果与微扰法类似。利用式(1)和式(2)中给出的波函数，可以将 {\displaystyle {\mathcal {H}}} 对角化。
在式(3)中，C 是双势阱双电子体系的库仑积分（可以理解成依 {\displaystyle \Phi _{a}({\vec {r}}_{1})^{2}} 概率分布的电子在依概率 {\displaystyle \Phi _{b}({\vec {r}}_{2})^{2}} 分布的另一个电子产生的电场中感受到的排斥势的积分），S 是重叠积分，Jex 一项则是与交换作用相联系的“交换积分”，这一项的形式与库仑积分类似，但其中包含了与电子交换项。这一项没有与之对应的简单物理图像，但从表达式中可以看出，它是在交换反对称的要求下产生的。这几个积分项的具体形式为：
| {\displaystyle C=\int \Phi _{a}({\vec {r}}_{1})^{2}\left({\frac {1}{R_{ab}}}+{\frac {1}{r_{12}}}-{\frac {1}{r_{a2}}}-{\frac {1}{r_{b1}}}\right)\Phi _{b}({\vec {r}}_{2})^{2}\,d^{3}r_{1}\,d^{3}r_{2}} |  | 4 |

| {\displaystyle S=\int \Phi _{b}({\vec {r}}_{2})\Phi _{a}({\vec {r}}_{2})\,d^{3}r_{2}} |  | 5 |

| {\displaystyle J_{\rm {ex}}=\int \Phi _{a}^{*}({\vec {r}}_{1})\Phi _{b}^{*}({\vec {r}}_{2})\left({\frac {1}{R_{ab}}}+{\frac {1}{r_{12}}}-{\frac {1}{r_{a2}}}-{\frac {1}{r_{b1}}}\right)\Phi _{b}({\vec {r}}_{1})\Phi _{a}({\vec {r}}_{2})\,d^{3}r_{1}\,d^{3}r_{2}} |  | 6 |

尽管氢分子体系中，式(6)所示的交换积分是负的，但海森堡指出，随核间距增大，这一项最终会变号，此时分子轨道退化为单个氢原子的原子轨道。

### 引入自旋
上一节中的公式(1)和(2)里没有考虑自旋态的影响。在下列公式中，自旋向上和向下的态分别记作 {\displaystyle \alpha } 和 {\displaystyle \beta } 。和波函数的空间坐标部分一样，自旋部分也有对称和反对称的线性组合：
| {\displaystyle \alpha (1)\beta (2)\pm \alpha (2)\beta (1)} |  | 7 |

将自旋部分添加到式(1)和式(2)中，即可得到完整的电子波函数。完整的分子轨道波函数可用斯莱特行列式表示。对于电子体系而言，如果轨道空间部分是交换对称的，那么自旋部分必须反对称，反之亦然。和上一节类似，加入自旋后，体系仍有两个能量本征值：E+ 对应着空间对称（自旋反对称）的态（单重态），E− 对应着空间反对称（自旋对称）的态（三重态）。
范弗雷克在他的教材中进行了如下分析：

正交轨道中双电子相互作用的势能可用一矩阵表出，记作 {\displaystyle E_{\text{ex}}} 。由式(3)可知，该矩阵的特征值为 {\displaystyle C\pm J_{\text{ex}}} ，它们正是矩阵对角化后的对角元。
此外，总自旋模长平方 {\displaystyle \langle ({\vec {s}}_{a}+{\vec {s}}_{b})^{2}\rangle } 的特征值为 {\displaystyle S(S+1)} ，{\displaystyle \langle {\vec {s}}_{a}^{\;2}\rangle } 和 {\displaystyle \langle {\vec {s}}_{b}^{\;2}\rangle } 的特征值为 {\displaystyle {\tfrac {1}{2}}({\tfrac {1}{2}}+1)={\tfrac {3}{4}}} 。三者之间以 {\displaystyle \langle ({\vec {s}}_{a}+{\vec {s}}_{b})^{2}\rangle =\langle {\vec {s}}_{a}^{\;2}\rangle +\langle {\vec {s}}_{b}^{\;2}\rangle +2\langle {\vec {s}}_{a}\cdot {\vec {s}}_{b}\rangle } 联系。由此，标量积 {\displaystyle \langle {\vec {s}}_{a}\cdot {\vec {s}}_{b}\rangle } 的特征值即为 {\displaystyle {\tfrac {1}{2}}(0-{\tfrac {6}{4}})=-{\tfrac {3}{4}}} 和 {\displaystyle {\tfrac {1}{2}}(2-{\tfrac {6}{4}})={\tfrac {1}{4}}} ，分别对应着自旋单重态（S = 0）与三重态（S = 1）。
由式(3)以及前述关系，当能量 Eex 取得特征值 C + Jex 时，{\displaystyle \langle {\vec {s}}_{a}\cdot {\vec {s}}_{b}\rangle } 就会取得特征值 −3/4（对应着空间对称态/自旋单重态的 S = 0）。而当能量取得特征值 C − Jex 时，{\displaystyle \langle {\vec {s}}_{a}\cdot {\vec {s}}_{b}\rangle } 就会取得特征值 +1/4（对应着空间反对称态/自旋三重态的 S = 1）。因此，
| {\displaystyle E_{\rm {ex}}-C+{\frac {1}{2}}J_{\rm {ex}}+2J_{\rm {ex}}\langle {\vec {s}}_{a}\cdot {\vec {s}}_{b}\rangle =0} |  | 8 |
也即
| {\displaystyle E_{\rm {ex}}=C-{\frac {1}{2}}J_{\rm {ex}}-2J_{\rm {ex}}\langle {\vec {s}}_{a}\cdot {\vec {s}}_{b}\rangle } |  | 9 |
式中 {\displaystyle \langle {\vec {s}}_{a}\rangle } 与 {\displaystyle \langle {\vec {s}}_{b}\rangle } 为自旋角动量项。

狄拉克指出，如果只是想了解交换作用的核心特点，那就并不需要考虑式（9）右侧的头两项积分，此时问题可以简化为只引入一个与电子自旋相关的耦合能量项：
| {\displaystyle \ -2J_{ab}\langle {\vec {s}}_{a}\cdot {\vec {s}}_{b}\rangle } |  | 10 |

此时，哈密顿量中原本针对波函数 Φa 和 Φb 的交换相互作用就可以简化成电子自旋 {\displaystyle {\vec {s}}_{a}} 和 {\displaystyle {\vec {s}}_{b}} 间的相互作用。该模型被称作经典海森堡模型。在早期文献中，也被称作海森堡-狄拉克模型：
| {\displaystyle {\mathcal {H}}_{\rm {Heis}}=-2J_{ab}\langle {\vec {s}}_{a}\cdot {\vec {s}}_{b}\rangle } |  | 11 |

Jab 和式(6)中的 Jex 不是同一个量。Jab 称作“交换常数”，它是交换积分、重叠积分和库仑积分的函数：
| {\displaystyle \ J_{ab}={\frac {1}{2}}(E_{+}-E_{-})={\frac {J_{\rm {ex}}-CS^{2}}{1-S^{4}}}} |  | 12 |

不过，对于正交轨道（满足 S = 0 的轨道），比如同一个原子中的不同轨道而言，仍有 Jab = Jex。

### 交换作用的效果
如果 Jab 取正值，那么交换作用将会导致电子自旋倾向于平行排列。这种效应是符合价键理论、定域电子占主导的体系（例如原子晶体）中铁磁性的首要成因。但对于巡游电子较多的固体，该模型存在着较大的缺陷（详见后述）。反之，若 Jab 取负值，则电子自旋将倾向于反平行排列，可能会引发反铁磁性。Jab 的符号是由 Jex 和 CS2 的相对大小决定的。
它可从自旋三重态和单重态的能量差中直接得出：
| {\displaystyle \ E_{-}-E_{+}={\frac {2(CS^{2}-J_{\rm {ex}})}{1-S^{4}}}} |  | 13 |

虽然交换作用的效应体现为磁学特性，但它的产生本质上和磁性无关。交换作用本身只是库仑排斥和泡利不相容原理的产物。一般而言，两个原子之间直接的磁矩-磁矩相互作用比这弱得多，以至于基本可以忽略。对核间距较大的分子体系而言，交换能级分裂项的求解相当困难。不过对于单电子的氢分子离子而言，能级分裂的解析表达式已经求解出来了（详见对应词条链接中的参考文献）。
一般而言，交换作用是短程的相互作用（只有电子云重叠较明显时交换积分才有较大的幅值），通常仅体现在相同原子中的不同轨道上的电子之间（原子内交换作用），或体现在最近邻原子的电子之间（直接交换作用）。不过通过中间原子或离子的介导，也会有更长程的交换作用出现。这种现象可见于双交换作用与超交换作用等更复杂的交换作用中。

## 固体中的直接交换作用
在晶体中，海森堡哈密顿量可以推广到对所有的原子对 (i,j) 求和：
| {\displaystyle {\mathcal {H}}_{\text{Heis}}={\frac {1}{2}}\left(-2J\sum _{i,j}\langle {\vec {S}}_{i}\cdot {\vec {S}}_{j}\rangle \right)=-\sum _{i,j}J\langle {\vec {S}}_{i}\cdot {\vec {S}}_{j}\rangle } |  | 14 |

因为每个原子在求和中被计算了两次，所以引入了 1/2 这个因子。需要留意的是，这里的 J 是交换常数 Jab ，不是交换积分 Jex 。在晶体中，交换积分 Jex 和另一个叫做“交换刚度”（记作 A）的物理量有关。它是铁磁体的一种属性。交换刚度和交换积分的关系取决于晶体结构。
对简单立方晶体，
| {\displaystyle A_{sc}={\frac {J_{\text{ex}}\langle S^{2}\rangle }{a}}} |  | 15 |

对体心立方晶体，
| {\displaystyle A_{bcc}={\frac {2J_{\text{ex}}\langle S^{2}\rangle }{a}}} |  | 16 |

对面心立方晶体，
| {\displaystyle A_{fcc}={\frac {4J_{\text{ex}}\langle S^{2}\rangle }{a}}} |  | 17 |

式(14)的形式与伊辛模型类似。两者的差异在于，伊辛模型使用的是自旋角动量的标量积 SijSji。在伊辛模型中，体系能量的定义是：
| {\displaystyle E=-\sum _{i\neq j}J_{ij}\langle S_{i}^{z}S_{j}^{z}\rangle \,} |  | 18 |

该模型于1920年由威廉·楞次（Wilhelm Lenz）提出，他的博士生恩斯特·伊辛（Ernst Ising）在1925年对一维的情形进行了求解。

### 海森堡哈密顿量和定域电子模型的局限
因为海森堡的哈密顿量假定了交换作用中的电子是依照海特勒-伦敦（Heitler-London）模型（即化学键的价键理论）所描述的方式定域分布的，所以它对于预测绝缘性良好的窄带离子化合物和原子晶体的磁学特性是一个不错的模型。然而，在导电性较好的金属晶体中，对磁性起主要贡献的电子恰是巡游载流子（典型的例子是铁、钴、镍）。这种体系中，海森堡模型给出的交换作用强度要么太小，要么连符号也是错误的。（例如，从实验中测得的居里温度 TC ≈ 2⟨J⟩/3kB 可以得到交换作用强度的平均值 ⟨J⟩，计算结果的偏小或反号即是相对于此而言。）因此海森堡模型无法解释这些体系中的铁磁性。对于这些金属体系中的电子波函数，离域模型，即洪特-马利肯-布洛赫（Hund-Mulliken-Bloch）的分子轨道/能带模型更接近实际的情形。
相应地，在金属体系中，处理巡游电子磁性的斯托纳（Stoner）模型表现更好。斯托纳模型中，铁磁体里每个原子的平均自旋磁矩（以玻尔磁子为单位）由自旋多数态和自旋少数态的电子数之差除以原子数目给出，因而斯托纳模型中允许出现非整数的平均自旋磁矩。另外，对于铁磁体而言，{\displaystyle \mu _{S}=-g\mu _{\rm {B}}[S(S+1)]^{1/2}}（g = 2.0023 ≈ 2）这个式子一般会高估原子中的总自旋磁角动量。例如，按照斯托纳模型的预测，金属镍中每个镍原子平均具有 0.54 μB 的净磁矩，这和实验上根据饱和磁感应强度、密度和摩尔质量推出的数值 0.61 μB 相当接近。与此同时，对于立方晶体场中孤立的镍原子（电子排布为 3d84s2）而言，每个镍原子拥有两个未成对电子，因而有 {\displaystyle {\vec {S}}=1} 。根据前述公式可以算出 {\displaystyle \mu _{S}=2.83\mu _{\rm {B}}} ，同时一般实验上可以测量到的数值为 {\displaystyle {\vec {\mu }}_{S}=g\mu _{\rm {B}}{\vec {S}}=2\mu _{\rm {B}}} ，显然高于金属镍中的原子平均磁矩。
通常说来，对于金属晶体而言，价层 s 和 p 轨道上的电子最好按照离域电子处理，而 4f 、5f 、3d 、4d 电子则介于定域与离域之间。怎样处理这些电子，取决于体系中原子核间距的具体数值。对离域电子和定域电子都对磁性产生贡献的体系（常见于含稀土元素的化合物），RKKY（Ruderman–Kittel–Kasuya–Yosida）相互作用是目前较为通用的模型。